# Šáhruch
Zillulláh Hast Sultán bar Salatin-e Džahán Šáh-e Šáhhán Šáh-e Džahán Šáhruch Šáh, zkráceně Šáhruch Šáh (persky شاهرخ‎ ; 21. března 1734 Isfahán – asi květen 1796 Damghán), byl perský šáh z dynastie Afšárovců panující v letech 1748–1749 a 1750–1796, v druhém období své vlády prakticky jen v Chorásánu na severovýchodě Íránu. Šáhruch byl nejstarším synem prince Rezákulího Mírzy, zavražděného Ádilem Šáhem v roce 1747, a vnukem Nádira Šáha, zakladatele afšárovské dynastie.

## Vláda
Na trůn teprve čtrnáctiletého Šáhrucha vynesly politické zmatky v roce 1748, jejichž důsledkem bylo svržení Ádila Šáha a převzetí vlády jeho bratrem Ibráhímem, mladším synem Muhammada Ibráhíma Chána. Šáhruchova korunovace proběhla jen týden po Ádilově pádu, 1. října 1748 v Mašhadu, ale trvalo ještě více než půl roku (do května 1749), než se novému panovníkovi podařilo získat uznání v celém prostoru říše (kromě Afghánistánu, kde již od roku 1747 vládl Ahmad Šáh Durrání).
Poměry v Persii byly po slabé vládě obou předchozích šáhů velmi neurovnané, což nahrávalo jednotlivým místním náčelníkům, aby se učinili co nejvíce samostatnými. K moci dosazený Šáhruch byl příliš mladý a měl mnoho rivalů, mj. i z řad nedávno sesazeného rodu Safíovců a konkurenčního rodu Kádžárovců, kteří čekali na první příležitost, jak posílit své vlastní postavení nebo alespoň vliv svého kmene. Centrální vláda v Mašhadu se potácela z jedné krize do druhé a v tomto kontextu nepřekvapuje, že již 17. prosince 1749 zosnoval Safíovec Muhammad Husajní Maráší státní převrat, šáha svrhl a oslepil, přičemž sám přijal panovnickou korunu jako Sulajmán II. (1749–1750).
Na přelomu let 1749/1750 se tak afšárovská říše vytvořená Nádirem Šáhem definitivně rozpadla a nehrálo velkou roli, že ani Sulajmán, ani jeho nástupce Ismá‘íl III., rovněž Safíovec, nedrželi moc dlouho a že Šáhruch byl 26. ledna 1750 opět dosazen na trůn, čtyřicet dnů po svém pádu. Jeho vliv se nyní omezoval jen na Chorásán, v ostatních částech říše vládli lokální náčelníci, z nichž dva měli dostatečnou autoritu, aby mohli usilovat o významnější postavení v rámci státu – Alí Mardán Chán z kmene Bachtjárů a Karím Chán z lúrského kmene Zand.
Za Šáhruchova bezmocného přihlížení si tito dva předáci rozdělili v roce 1751 vládu nad západním Íránem a následujícího roku dosadili na trůn znovu Ismá‘íla III., který měl jejich panování poskytnout legitimitu. Šáhruch se udržel v Mašhadu jen díky ochraně Ahmada Šáha Durráního a také kvůli jistému respektu, který Karím Chán choval jako někdejší Nádirův velitel k afšárovskému rodu. To ale nic neměnilo na faktu, že Karím Chán se po porážce svého rivala Alího Mardána stal roku 1760 de facto vládcem Persie, i když nikdy nepřijal titul šáha. Nastala éra zandovské monarchie, novým centrem země se stal Šíráz.
Šáhruch svého rivala Karíma, který zemřel roku 1779, o dlouhá léta přežil a zůstal lokálním knížetem v Chorásánu až do poloviny devadesátých let – do doby, jež se časově kryje s expanzí kádžárovského náčelníka Ágy Muhammada Chána (1742–1797), muže energického a schopného, ale i mimořádně krutého. Ágá Muhammad nejprve porazil na západě Karímovy zandovské nástupce, kteří se mezitím prohlásili za šáhy, a pak se obrátil proti Mašhadu, aby se zmocnil proslulého pavího trůnu a opětovně sjednotil říši pod jedním žezlem. Vzhledem ke slabosti protivníka se mu to bez větších potíží podařilo a Šáhruch byl na jeho rozkaz umučen k smrti – tak skončila krátká perioda vlády afšárovské dynastie v Persii.

## Rodina
Šáhruch měl dvě manželky a celkem šestnáct dětí, devět dcer a sedm synů. Ze synů se později Nádir Mírzá vzbouřil proti kádžárovskému šáhu Fath Alímu, nástupci Ágy Muhammada, a byl za to roku 1803 popraven. Dvě Šáhruchovy pravnučky se provdaly Fath Alího.